# Amerikai rókamókus
Az amerikai rókamókus (Sciurus niger) az emlősök (Mammalia) osztályának rágcsálók (Rodentia) rendjébe, ezen belül a mókusfélék (Sciuridae) családjába tartozó faj.

## Előfordulása
Az amerikai rókamókus előfordul az Amerikai Egyesült Államok államaiban Új-Angliában, Észak-Dakotában, Texasban, Coloradóban és Délkelet-Kaliforniában és Kanadában.

## Alfajai
- Sciurus niger niger Linnaeus, 1758
- Sciurus niger avicinnia A H. Howell, 1919
- Sciurus niger bachmani Lowery and Davis, 1942
- Sciurus niger cinereus Linnaeus, 1758
- Sciurus niger limitis Baird, 1855
- Sciurus niger ludovicianus Custis, 1806
- Sciurus niger rufiventer E. Geoffroy, 1803
- Sciurus niger shermani Moore, 1956
- Sciurus niger subauratus Bachman, 1839
- Sciurus niger vulpinus Gmelin, 1788

## Megjelenése
Az amerikai rókamókus testtömege 500-1000 gramm között van.

### Fordítás
- Ez a szócikk részben vagy egészben  a   Fox Squirrel című angol Wikipédia-szócikk fordításán alapul.  Az eredeti cikk szerkesztőit annak laptörténete sorolja fel. Ez a jelzés csupán a megfogalmazás eredetét és a szerzői jogokat jelzi, nem szolgál a cikkben szereplő információk forrásmegjelöléseként.